# Viktor Bologan

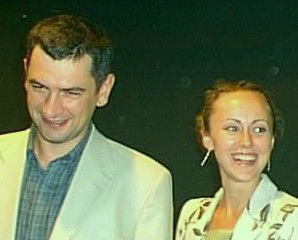
Bologan, à Dortmund 2003, avec sa femme.

Viktor Bologan (ou Viorel Bologan, russe : Виорел Бологан), né le 14 décembre 1971 à Chișinău (Moldavie) est un grand maître moldave du jeu d'échecs.
Au 1er mars 2011, il est le 72e joueur mondial, avec un classement Elo de 2 671 points.

## Championnats du monde et coupes du monde
Viktor Bologan a participé à quatre championnats du monde FIDE et quatre coupes du monde.
| Année | Lieu                             | Résultat       | Ultime adversaire    | Adversaires battus          |
| ----- | -------------------------------- | -------------- | -------------------- | --------------------------- |
| 1997  | Groningue                        | deuxième tour  | Rafael Vaganian      | Aleksandr Oumgaïev          |
| 2000  | New Delhi                        | deuxième tour  | Viswanathan Anand    | Hannes Stefánsson           |
| 2001  | Moscou                           | premier tour   | Igor-Alexandre Nataf |                             |
| 2004  | Tripoli                          | deuxième tour  | Aleksandr Moiseenko  | Mark Paragua                |
| 2005  | Khanty-Mansiïsk (coupe du monde) | deuxième tour  | Zahar Efimenko       | Carlos Matamoros Franco     |
| 2009  | Khanty-Mansiïsk (coupe du monde) | troisième tour | Viktor Láznička      | Ahmed Adly, Ivan Chéparinov |
| 2011  | Khanty-Mansiïsk (coupe du monde) | deuxième tour  | Leinier Domínguez    | Bartosz Soćko               |
| 2013  | Tromsø                           | deuxième tour  | Peter Svidler        | Zbyněk Hráček               |

## Palmarès
Son principal titre de gloire est sa victoire au tournoi d'échecs de Dortmund en 2003, devant Vladimir Kramnik, Viswanathan Anand et Péter Lékó. La même année, il remporte également la même année l'Open Aeroflot de Moscou, un des plus prestigieux opens annuels, avec plus de 150 grands maîtres qui y participent. Il gagne aussi le championnat open du Canada et le tournoi de Sarajevo en 2005.
Il atteint son classement Elo le plus élevé avec 2 732 points en juillet 2012.

## Ouvrages publiés
- Victor Bologan, Jouez l'est-indienne !, Olibris, 2010 (ISBN 978-2-916340-44-9)
- Vers l'élite des grands maîtres. À la Recherche de la créativité, éd. Editorial Chessy, 2006
- (en)The Rossolimo Sicilian: A Powerful Anti-Sicilian That Avoids Tons of Theory. Éd. New in Chess, mai 2011,  (ISBN 905691345X), 256 pages